# Mellonympha velata
Mellonympha velata är en svampdjursart som först beskrevs av Thomson 1873.  Mellonympha velata ingår i släktet Mellonympha och familjen Rossellidae. Inga underarter finns listade i Catalogue of Life.